# アクアマリンいなわしろカワセミ水族館
アクアマリンいなわしろカワセミ水族館（アクアマリンいなわしろカワセミすいぞくかん）は、福島県猪苗代町の猪苗代緑の村にある水族館。指定管理者は同県内でアクアマリンふくしまを運営する公益財団法人ふくしま海洋科学館。

## 概要

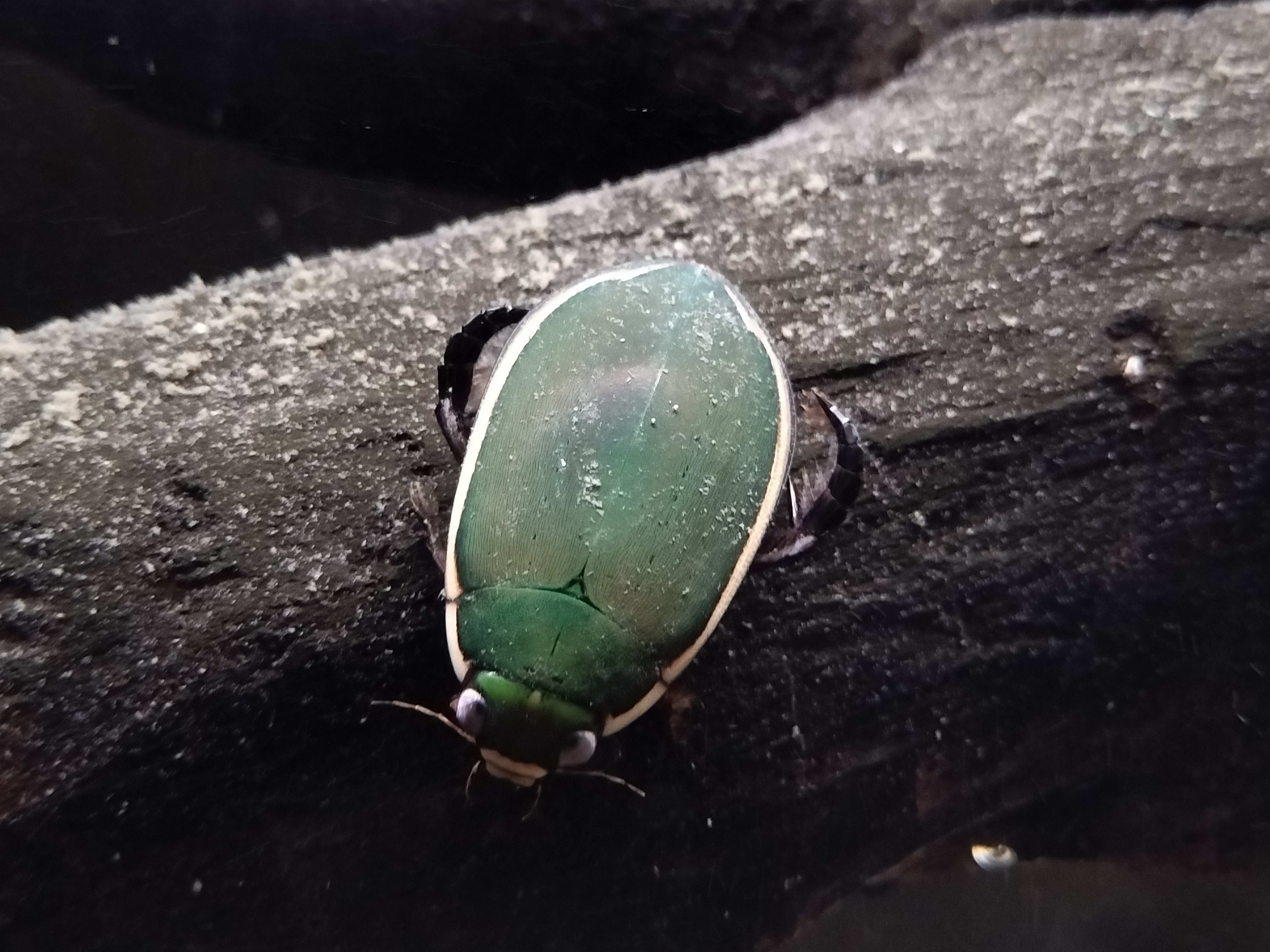
アクアマリンいなわしろカワセミ水族館に展示されているフチトリゲンゴロウの生体

1989年（平成元年）、猪苗代緑の村とともに「いなわしろ淡水魚館」として開館。
2015年（平成27年）4月1日からは、指定管理者として公益財団法人ふくしま海洋科学館へ運営を委託し、名称を「アクアマリンいなわしろカワセミ水族館」へ変更した。
現在では「猪苗代湖の生態系モデルをつくる」ことをコンセプトとし、ゲンゴロウ類などの水生生物や淡水魚、ユーラシアカワウソなどを展示している。また2019年11月から石川県ふれあい昆虫館（石川県白山市）・北杜市オオムラサキセンター（山梨県北杜市）とともに世界最大のゲンゴロウである希少種・オウサマゲンゴロウモドキ（ラトビア原産）の飼育繁殖・展示を日本で初めて開始している。
2018年7月頃に猪苗代湖で職員が採取したホソガムシがその後の観察により新種と判明、2021年12月に「バンダイホソガムシ」として日本国内固有種としては137年ぶりに新種のホソガムシとして記載された。

## 利用
出典:
開館時間
- 3月1日から10月31日までの期間は、午前9時半から午後5時まで
- 11月1日から2月28日までの期間は、午前9時半から午後4時まで

休館日
- 年中無休

入館料
- 個人：一般…700円｜小中学生…300円｜幼児…無料
- 団体：一般…560円｜小中学生…240円｜幼児…無料
- この他、一般1700円、小中学生700円の年間パスポートあり。

## アクセス
出典:
- JR磐越西線猪苗代駅からタクシーで約10分
- 磐越自動車道猪苗代磐梯高原ICから車で約10分